# Économie du Moyen-Orient
L'économie du Moyen-Orient est aussi diversifiée que le sont les pays qui le composent. Si la production et l'exportation d'hydrocarbures et de matières premières constitue toujours largement la première source de richesse du Moyen-Orient et notamment pour les pays de la péninsule Arabique, l'Irak et le Koweït, d'autres pays tels Israël, le Liban, la Jordanie, la Turquie ou Chypre ou certains émirats ont tourné leur économie vers d'autres activités telles que le tourisme, le commerce, l'agriculture ou les hautes technologies. D'autre part, phénomène plus récent, les pétrodollars sont réinvestis via des fonds privés et publics arabes dans la finance et l'économie internationale.
En 2012, le PIB à parité de pouvoir d'achat de la région est de 4 436 milliards $, soit plus de 5 % du PIB mondial. S'agissant du PIB par habitant, les pays accusent des écarts très importants, allant de plus de 80 000 $ par an et par habitant au Qatar (soit un niveau proche du Luxembourg) à 2 500 $ pour le Yémen (soit un niveau proche de la Moldavie).

## Les pays producteurs d’hydrocarbures

Carte des régions pétrolifères au Moyen-Orient.

Pour la majorité des pays de l'Organisation des pays arabes exportateurs de pétrole du Moyen-Orient, le pétrole, et plus largement les hydrocarbures, génèrent à la fois de la richesse, du travail, des investissements de l'étranger, une force géopolitique et un gage de puissance sur la scène internationale. À titre d'exemple, 45 % des recettes publiques de l'Arabie saoudite, 55 % de son PIB et 90 % de ses exportations sont directement ou indirectement liés à l'exploitation de ses gisements pétroliers.
Ces dernières années, la plupart des pays de la région ont entrepris des efforts pour diversifier leur économie, Abu Dhabi Investment Authority est aujourd'hui le plus gros fonds souverain mondial, gère 875 milliards de dollars et est chargé d'investir les revenus pétroliers de l'émirat d'Abu Dhabi à travers le monde pour les faire fructifier. D'autre part, certains émirats et monarchies de la région ont choisi de se tourner vers l’après pétrole, utilisant leur manne financière pour mener leurs pays au niveau des pays développés, voire les dépasser, en misant sur des villes écologiques (Masdar) ou sur des villes nouvelles (Ville économique du roi Abdallah). D'autres pays arabes ont également choisi de réinvestir leurs revenus pétroliers directement sur leur propre territoire, ainsi des projets architecturaux, parfois gigantesques, tels que les « Palm Islands », le Burj Khalifa ou la Dubaï Marina à Dubaï. Ces investissements nationaux et internationaux visent à développer des activités non dépendantes du pétrole et à préparer les pays du golfe à l'après pétrole.
En janvier 2009, Oil and Gas Journal estimait que les pays du MENA (dont 8 des 12 pays font également partie de l'OPEP) détenait 60 % des réserves mondiales de pétrole (810,98 milliards de barils) et 45 % des réserves mondiales de gaz naturel (2 868,886 milliers de Gm3).

## Les autres pays
La Turquie, l'Égypte, Israël et Chypre bénéficient de facteurs favorables au développement du tourisme en provenance d'Europe et d'Amérique du Nord, les sites touristiques, culturels et historiques, l'héliotropisme et les investissements réalisés pour développer les activités touristiques ont permis de rendre cette région parmi les plus attractives de la planète.
L'agriculture occupe toujours une place prépondérante dans l'emploi de la population active de certains pays moyen-orientaux; le croissant fertile (Irak, Syrie, Liban et Turquie), le Nil en Égypte, ou encore le développement des kibboutzim et moshavim en Israël ont permis d'assurer la sécurité alimentaire nécessaire au développement économique des pays méditerranéens avant de développer les activités de services.
Les activités commerciales et financières ont également pris un essor important, grâce aux voies de navigation aisément contrôlables (mer de Marmara en Turquie et canal de Suez en Égypte) et à l'importance des activités d'import-export de marchandises, notamment de matières premières, de pièces détachées et de produits manufacturés, en provenance d'Asie de l'Est, d'Asie du Sud-Est, d'Inde et du Moyen-Orient et à destination de l'Union européenne et de l'Amérique du Nord.

## Du secteur public au secteur privé
La redistribution des revenus pétroliers vers les populations employées par l’État s'est opérée jusqu'à la fin des années 1990, date à laquelle le contre-choc pétrolier est devenu très important. Avec la baisse des rentes des hydrocarbures, le budget de certains États s'est restreint et donc par voie de fait, le nombre d'emplois publics. La nécessité de développer le secteur privé est alors apparue, notamment pour les pays de la péninsule Arabique ; la construction et les investissements sur les marchés étrangers via les fonds souverains se sont fortement développés.
La conséquence de l'urbanisation très rapide a été de conduire à l'explosion d'une bulle immobilière en 2003 et 2004,

## Intégration régionale
Certains pays de la péninsule Arabique, sous l'impulsion de l'Arabie saoudite ont décidé de se réunir pour former le conseil de coopération du Golfe, cette structure à but politico-économique a déjà permis de mettre en place un marché commun et de développer des partenariats entre pays riverains, en matières d'échanges économiques, énergétiques, militaires ou de transport.
La Turquie, la Syrie, la Jordanie et le Liban ont décidé de former un marché de libre circulation des biens et des personnes nommé Samgen. Ces pays respectifs n'appliquent pas de restrictions pour la circulation de biens et de personnes. Cette coopération devrait englober d'autre pays de la région comme l'Irak, le conseil de coopération du Golfe et l'Iran dans un futur proche.

## Ouverture internationale
Certains de ces pays prennent part aux organisations économiques, commerciales et financières internationales :

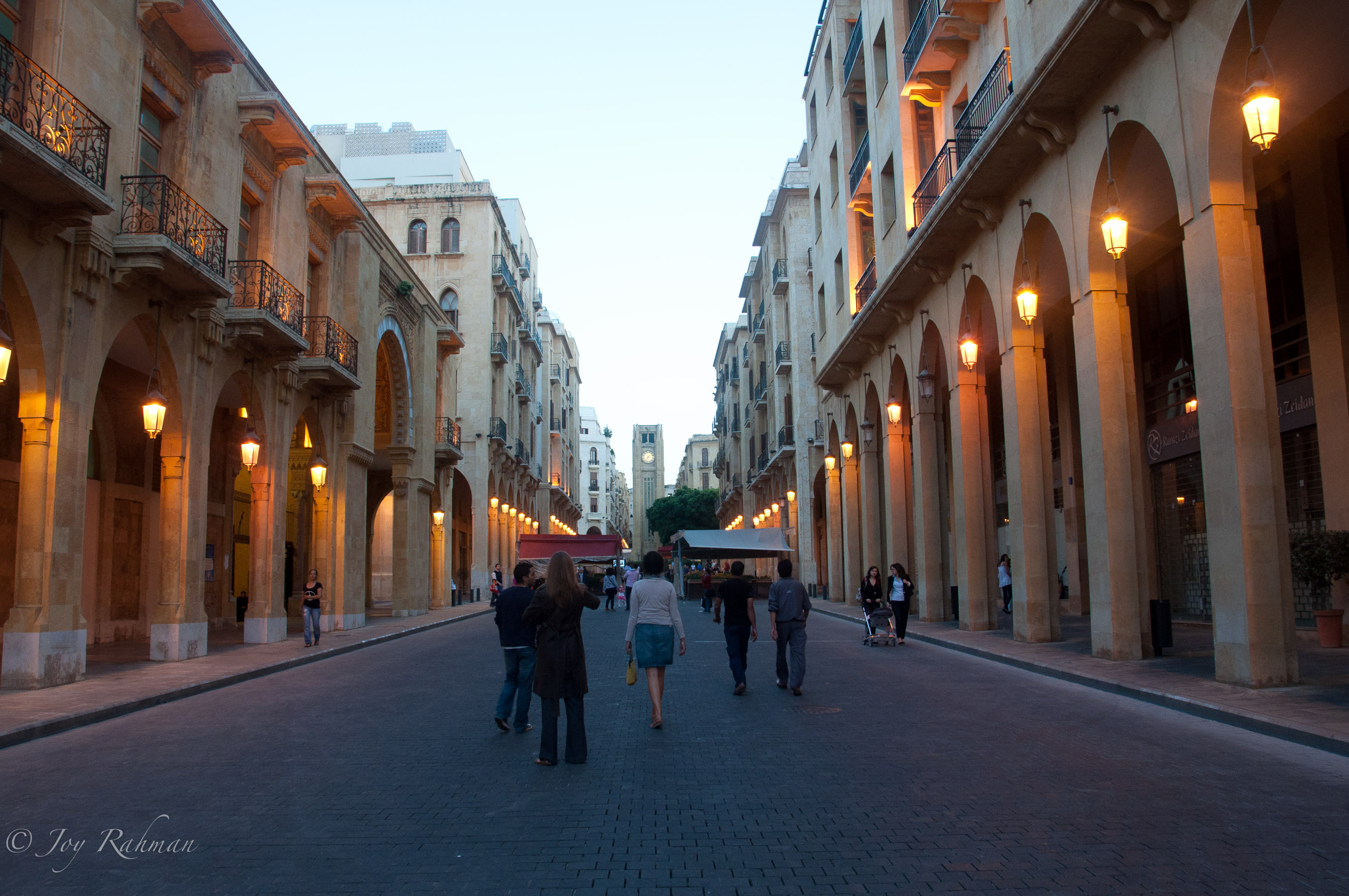
Centre Ville de Beyrouth, Liban, est un centre financier, un port de commerce et un centre culturel d'une importance majeure à l'est de la Mediterranee et au Proche-Orient.

Conseil de coopération du Golfe
 Arabie saoudite,  Bahreïn,  Émirats arabes unis,  Koweït,  Oman et  Qatar
Ligue arabe
 Arabie saoudite,  Bahreïn,  Égypte,  Émirats arabes unis,  Irak,  Jordanie,  Koweït,  Liban,  Oman,  Palestine,  Qatar,  Syrie (suspendue en 2011) et  Yémen
OMC
 Arabie saoudite,  Bahreïn,  Chypre,  Égypte,  Émirats arabes unis,  Israël,  Jordanie,  Koweït,  Oman,  Qatar et  Turquie ( Irak,  Iran,  Liban,  Syrie et  Yémen observateurs)
G20
 Arabie saoudite et  Turquie
OCDE
 Israël et  Turquie
ECO
 Iran et  Turquie
OCEMN
 Turquie ( Égypte et  Israël observateurs)

Agglomérations au Moyen-Orient
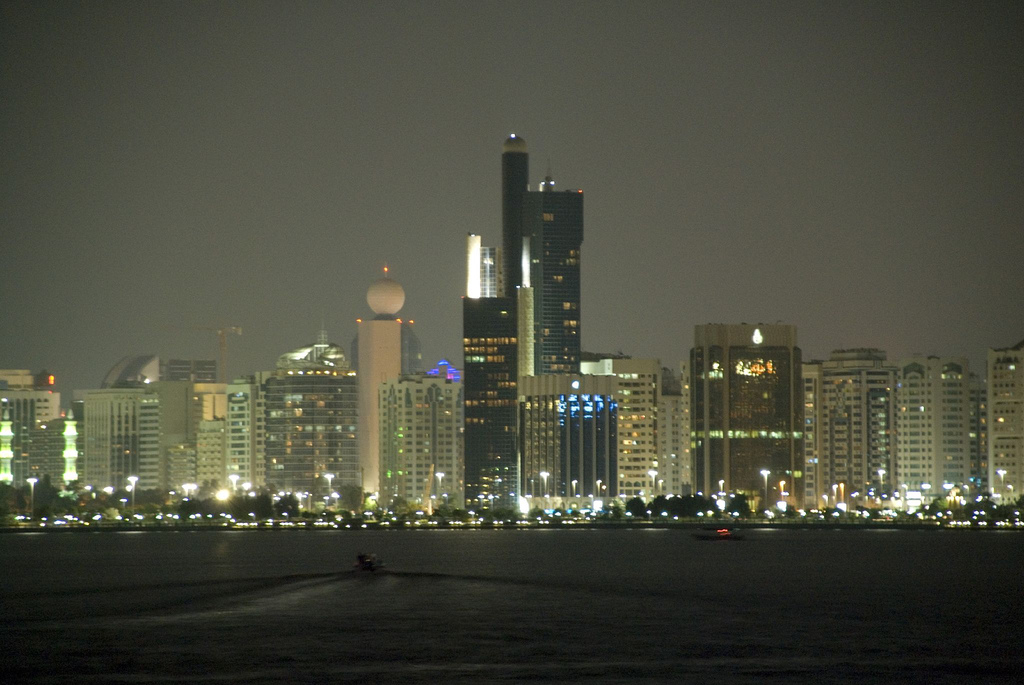
Panorama urbain d'Abou Dabi
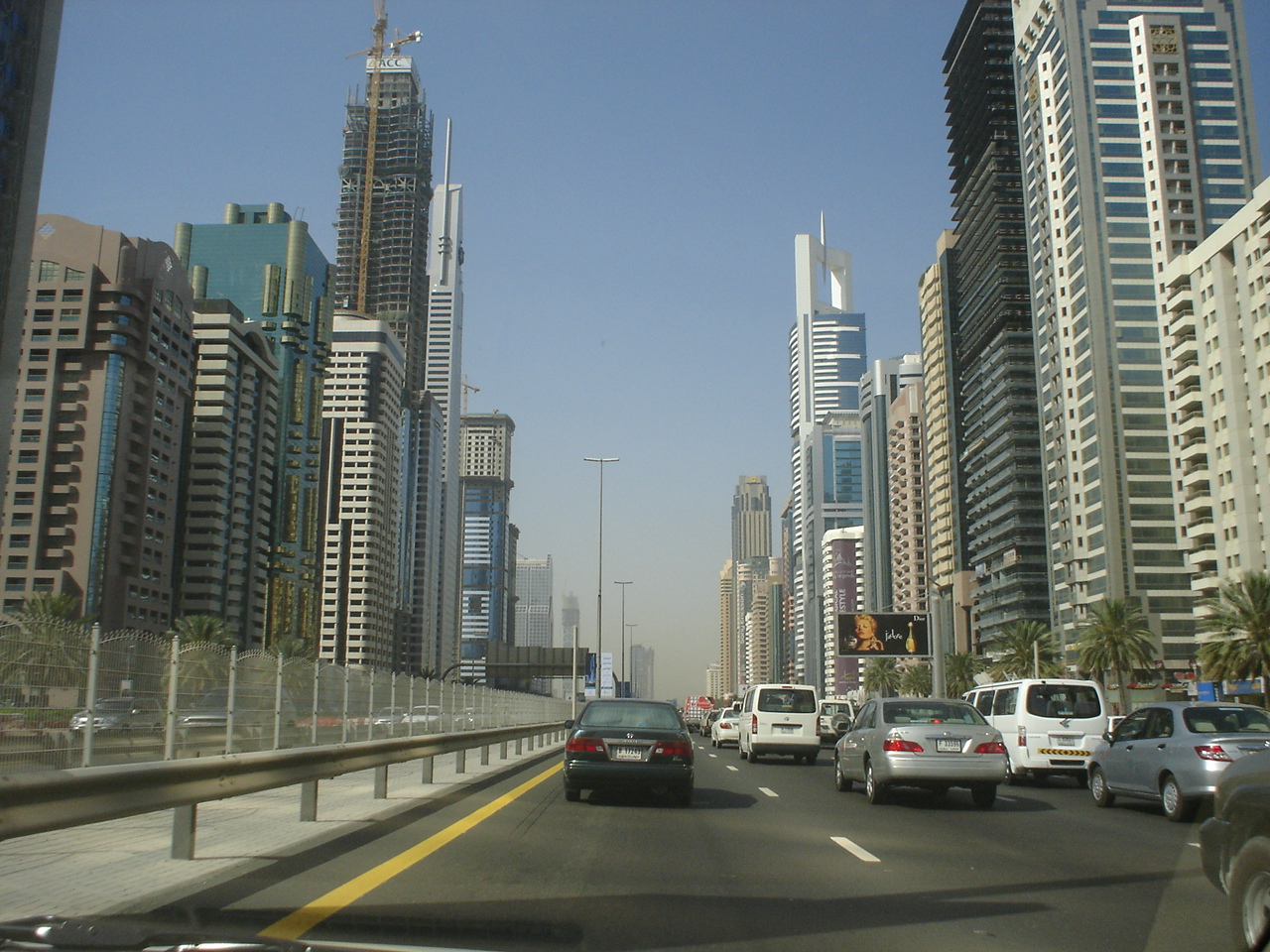
La Sheikh Zayed Road à Dubaï
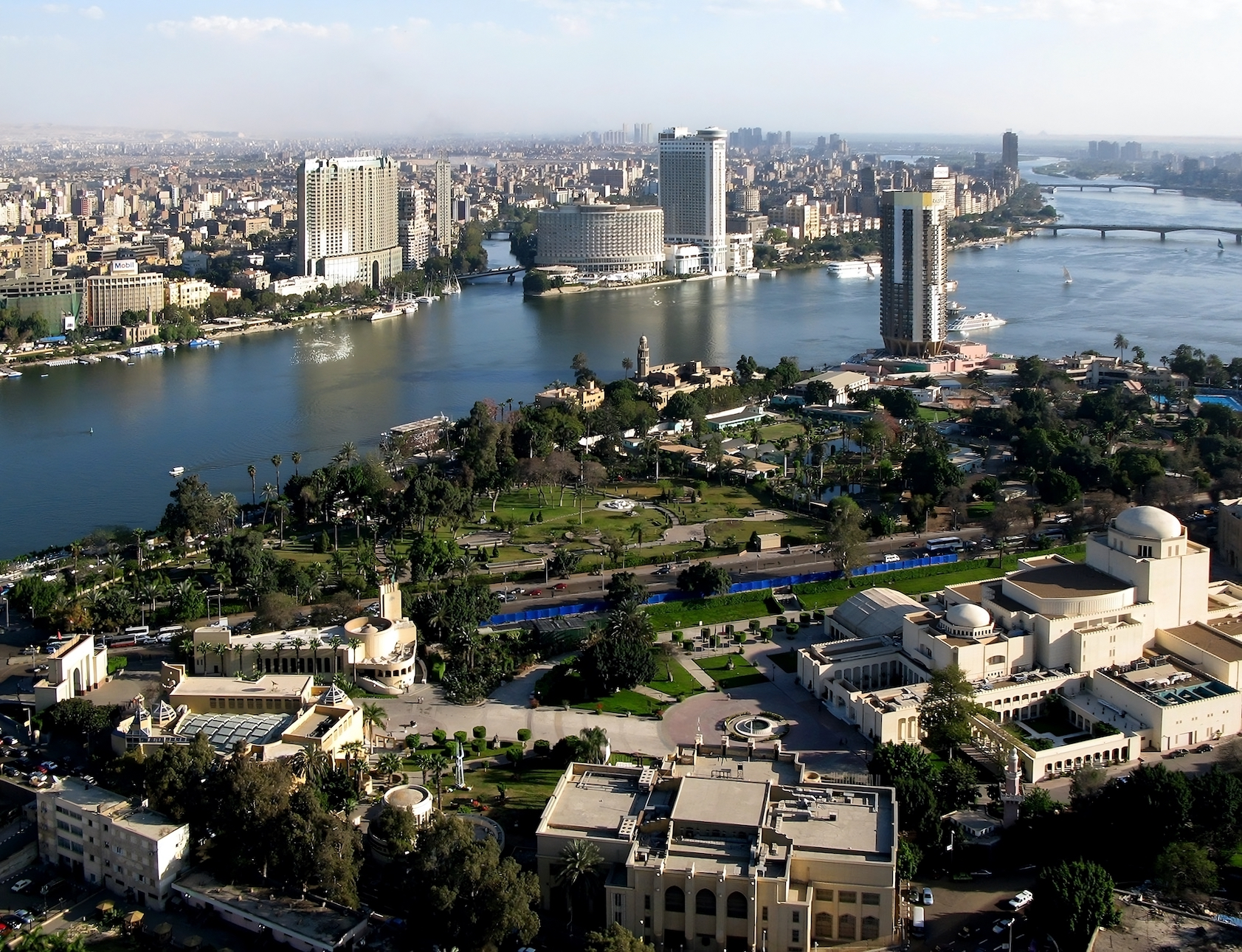
L'île de Gezira au Caire
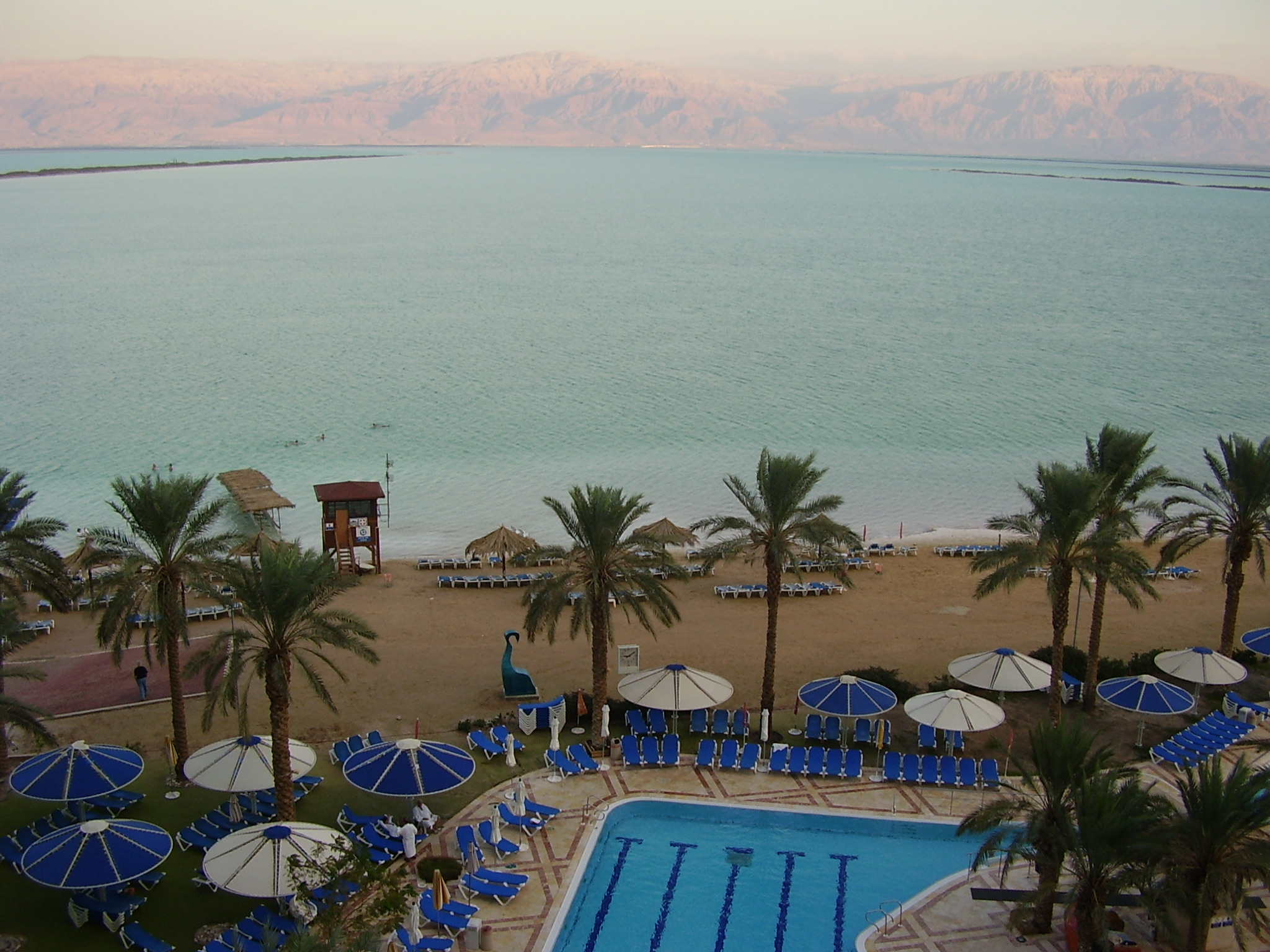
Hôtel touristique au bord de la mer Morte
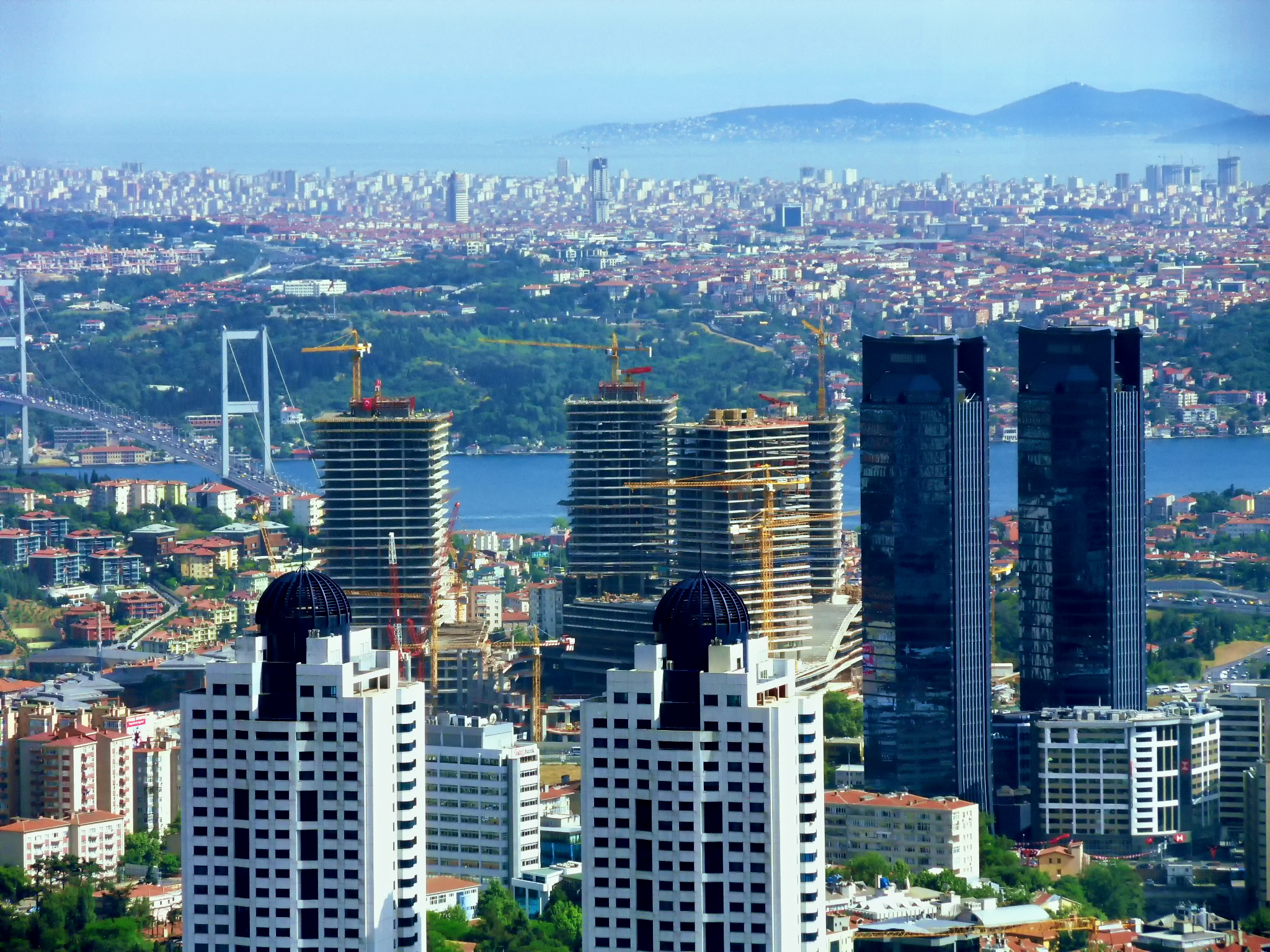
Quartier des affaires de Levent à Istanbul.
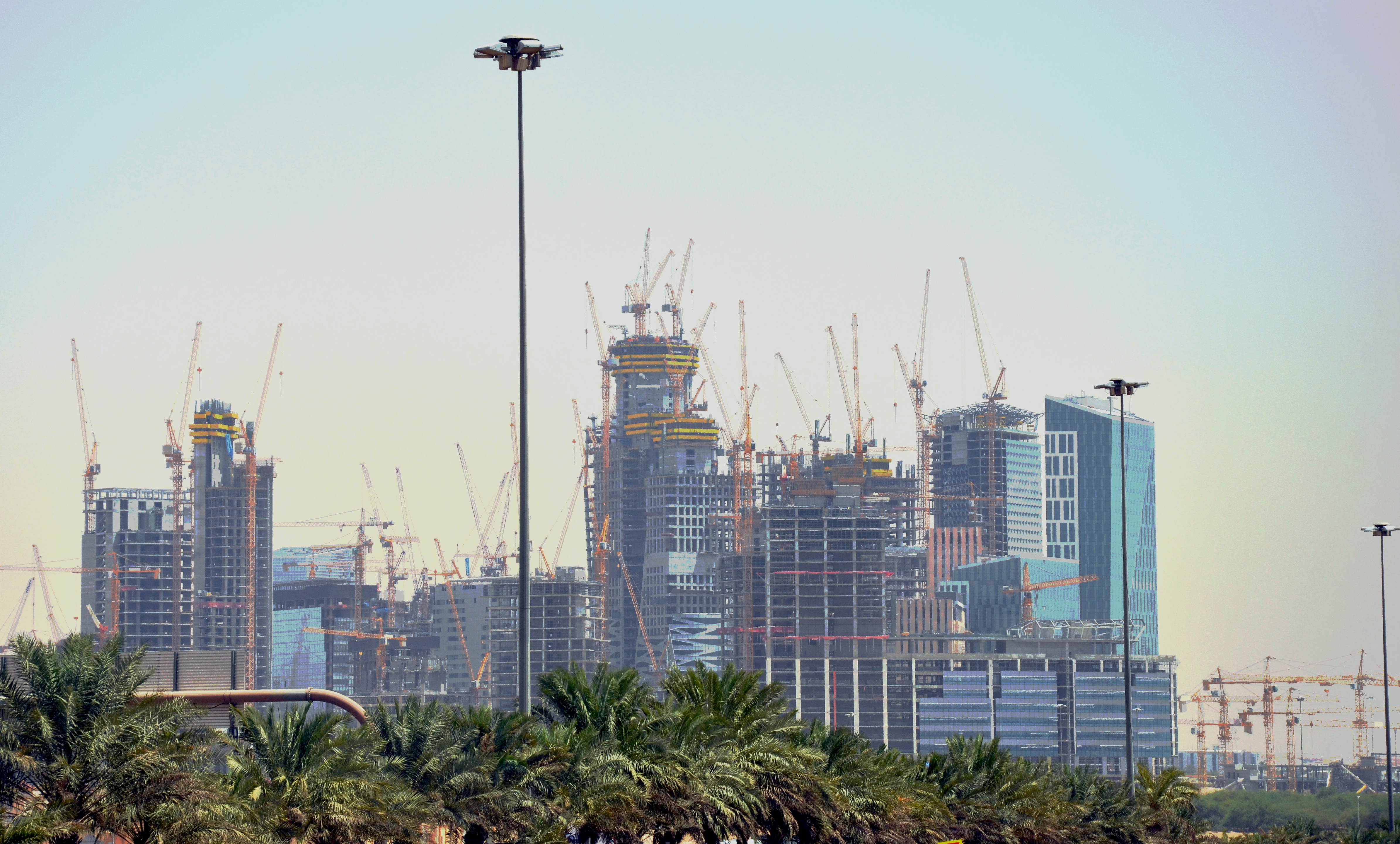
Centre financier du roi Abdallah

## Statistiques
| Pays                | Superficie (km2) | Population (hbts.) | Densité (hbts./km2) | PIB (Mio. $) (2012) Sources : - Fonds monétaire international, mars 2012, PIB PPA 2012. | PIB par habitant ($) (2013) | Devise                         | Capitale politique | Régime politique                         | Langue officielle     |
| ------------------- | ---------------- | ------------------ | ------------------- | --------------------------------------------------------------------------------------- | --------------------------- | ------------------------------ | ------------------ | ---------------------------------------- | --------------------- |
| Arabie saoudite     | 1 960 582        | 27 136 977         | 12                  | 685 758                                                                                 | 31300                       | Rial saoudien                  | Riyad              | Monarchie absolue                        | arabe                 |
| Bahreïn             | 665              | 1 234 571          | 1 646               | 32 308                                                                                  | 29800                       | Dinar bahreïni                 | Manama             | Monarchie constitutionnelle              | arabe                 |
| Chypre              | 9 250            | 1 102 677          | 90                  | 25 542                                                                                  | 25248                       | Euro                           | Nicosie            | Régime présidentiel                      | Chypriote, grec, turc |
| Égypte              | 1 001 449        | 81 015 887         | 76                  | 543 561                                                                                 | 3314                        | Livre égyptienne               | Le Caire           | Régime semi-présidentiel                 | arabe                 |
| Émirats arabes unis | 82 880           | 8 264 070          | 99                  | 208 811                                                                                 | 29900                       | Dirham des Émirats arabes unis | Abou Dabi          | État fédéral Monarchie constitutionnelle | arabe                 |
| Irak                | 437 072          | 30 399 572         | 73                  | 140 985                                                                                 | 7100                        | Dinar irakien                  | Bagdad             | République parlementaire                 | arabe, kurde          |
| Iran                | 1 648 195        | 78 868 711         | 48                  | 945 535                                                                                 | 12800                       | Rial iranien                   | Téhéran            | République islamique                     | persan                |
| Israël              | 20 770           | 7 848 800          | 371                 | 223 448                                                                                 | 36200                       | Shekel                         | Jérusalem          | République parlementaire                 | hébreu                |
| Jordanie            | 92 300           | 6 508 271          | 69                  | 37 832                                                                                  | 6100                        | Dinar jordanien                | Amman              | Monarchie constitutionnelle              | arabe                 |
| Koweït              | 17 820           | 3 566 437          | 200                 | 157 051                                                                                 | 42100                       | Dinar koweïtien                | Koweït             | Monarchie constitutionnelle              | arabe                 |
| Liban               | 10 452           | 4 224 000          | 404                 | 59 634                                                                                  | 15800                       | Livre libanaise                | Beyrouth           | République parlementaire                 | arabe                 |
| Oman                | 212 460          | 2 773 479          | 10                  | 83 367                                                                                  | 29800                       | Rial omanais                   | Mascate            | Monarchie absolue                        | arabe                 |
| Qatar               | 11 437           | 1 853 563          | 123                 | 150 726                                                                                 | 102100                      | Rial qatari                    | Doha               | Monarchie constitutionnelle              | arabe                 |
| Syrie               | 185 180          | 22 717 417         | 118                 | 113 089                                                                                 | 5100                        | Livre syrienne                 | Damas              | Régime présidentiel                      | arabe                 |
| Turquie             | 779 452          | 80 020 269         | 97                  | 981 665                                                                                 | 15300                       | Livre turque                   | Ankara             | Régime présidentiel                      | turc                  |
| Yémen               | 527 970          | 25 130 000         | 45                  | 70 298                                                                                  | 2500                        | Rial yéménite                  | Sanaa              | Régime semi-présidentiel                 | arabe                 |